# Норт-Де-Ленд (Флорида)
Норт-Де-Ленд (англ. North De Land) — статистически обособленная местность, расположенная в округе Волуша (штат Флорида, США) с населением в 1327 человек по статистическим данным переписи 2000 года.

## География
По данным Бюро переписи населения США статистически обособленная местность Норт-Де-Ленд имеет общую площадь в 1,55 квадратных километров, водных ресурсов в черте населённого пункта не имеется.
Статистически обособленная местность Норт-Де-Ленд расположена на высоте 24 м над уровнем моря.

## Демография
По данным переписи населения 2000 года в Норт-Де-Ленд проживало 1327 человек, 347 семей, насчитывалось 532 домашних хозяйств и 563 жилых дома. Средняя плотность населения составляла около 856,13 человек на один квадратный километр. Расовый состав населённого пункта распределился следующим образом: 90,96 % белых, 2,56 % — чёрных или афроамериканцев, 0,68 % — коренных американцев, 1,73 % — азиатов, 1,96 % — представителей смешанных рас, 2,11 % — других народностей. Испаноговорящие составили 7,69 % от всех жителей статистически обособленной местности.
Из 532 домашних хозяйств в 29,3 % воспитывали детей в возрасте до 18 лет, 43,0 % представляли собой совместно проживающие супружеские пары, в 16,0 % семей женщины проживали без мужей, 34,6 % не имели семей. 26,3 % от общего числа семей на момент переписи жили самостоятельно, при этом 11,7 % составили одинокие пожилые люди в возрасте 65 лет и старше. Средний размер домашнего хозяйства составил 2,49 человек, а средний размер семьи — 2,99 человек.
Население статистически обособленной местности по возрастному диапазону по данным переписи 2000 года распределилось следующим образом: 25,8 % — жители младше 18 лет, 7,8 % — между 18 и 24 годами, 28,3 % — от 25 до 44 лет, 22,1 % — от 45 до 64 лет и 16,1 % — в возрасте 65 лет и старше. Средний возраст жителей составил 37 лет. На каждые 100 женщин в Норт-Де-Ленд приходилось 95,7 мужчин, при этом на каждые сто женщин 18 лет и старше приходилось 86,0 мужчин также старше 18 лет.
Средний доход на одно домашнее хозяйство статистически обособленной местности составил 30 288 долларов США, а средний доход на одну семью — 44 583 доллара. При этом мужчины имели средний доход в 29 408 долларов США в год против 28 542 доллара среднегодового дохода у женщин. Доход на душу населения статистически обособленной местности составил 30 288 долларов в год. 7,4 % от всего числа семей в населённом пункте и 11,8 % от всей численности населения находилось на момент переписи населения за чертой бедности, при этом 16,9 % из них были моложе 18 лет и — в возрасте 65 лет и старше.